# Mizan Teferi Airport
Mizan Teferi Airport är en flygplats i Etiopien. Den ligger i den sydvästra delen av landet, 400 km sydväst om huvudstaden Addis Abeba. Mizan Teferi Airport ligger 1 298 meter över havet.
Terrängen runt Mizan Teferi Airport är varierad. Runt Mizan Teferi Airport är det ganska tätbefolkat, med 134 invånare per kvadratkilometer. Närmaste större samhälle är Mīzan Teferī, 7,0 km nordost om Mizan Teferi Airport. I omgivningarna runt Mizan Teferi Airport växer i huvudsak städsegrön lövskog.